# 松岡賛
松岡 賛（まつおか すすむ、1940年〈昭和15年〉11月13日 - ）は、日本の政治家。元福岡県嘉麻市長（2期）、元山田市（現・嘉麻市）長（2期）。旭日小綬章。

## 来歴
福岡県出身。福岡学芸大学（現・福岡教育大学）卒。福岡県筑豊教育事務所長を経て、2001年、山田市長武信弘隆の死去による市長選挙に立候補して当選する。2005年に再選した。
2006年に山田市は合併で嘉麻市となり、合併後の市長選挙に立候補し、当選した。2010年の市長選挙でも再選した。嘉麻市長は2期務め、2014年に退任した。2016年秋の叙勲で旭日小綬章を受章。